# 29ns Premis del Cinema Europeu

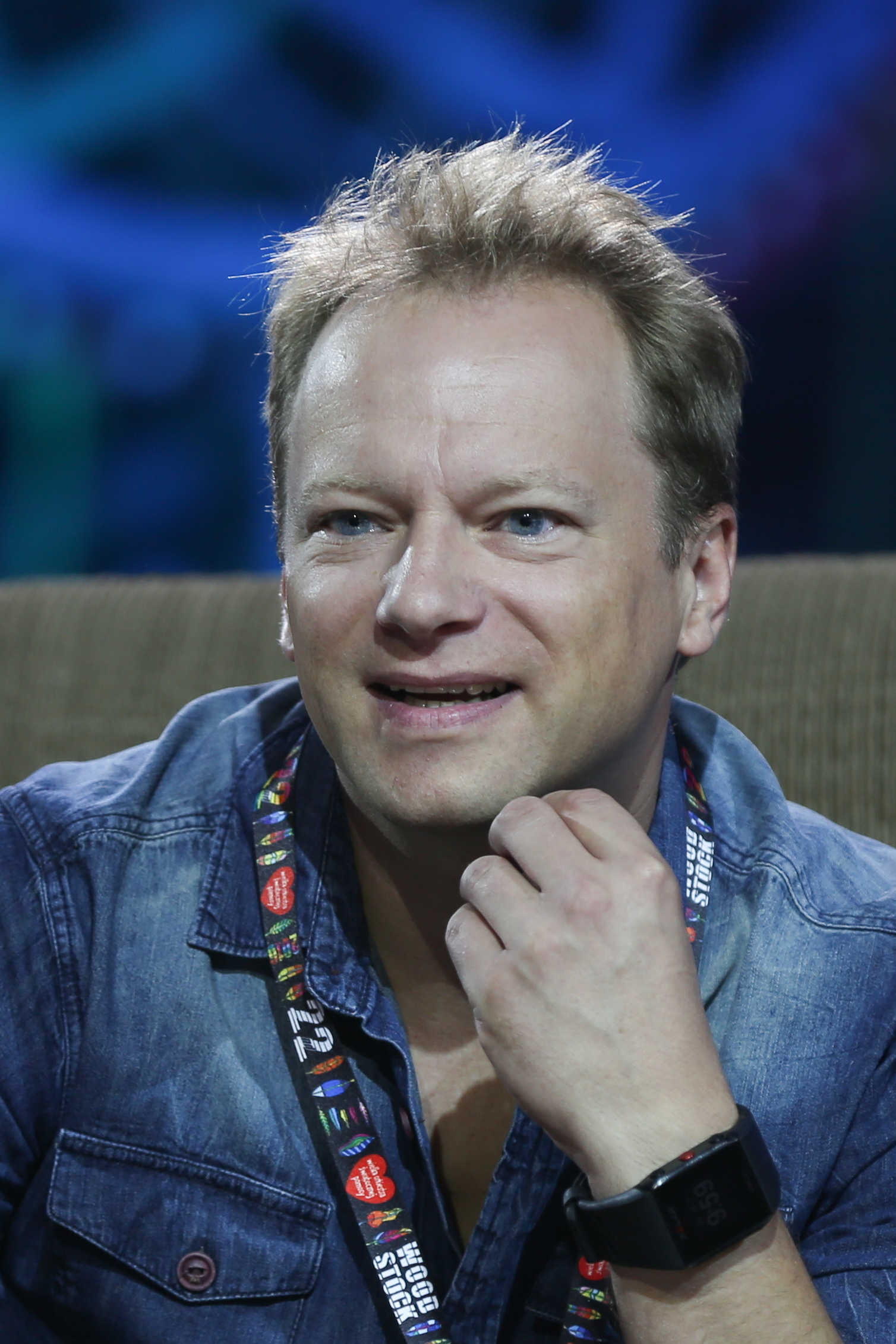
Maciej Stuhr, presentador de la gala

Els 29ns Premis del Cinema Europeu, presentats per l'Acadèmia del Cinema Europeu, van reconèixer l'excel·lència del cinema europeu. La cerimònia va tenir lloc el 10 de desembre de 2016 al Fòrum Nacional de la Música de Wrocław. El mestre de cerimònies va ser el còmic polonès Maciej Stuhr. La cerimònia és un dels diversos esdeveniments que van tenir lloc a Wroclaw, ja que la ciutat és Capital Europea de la Cultura l'any 2016, juntament amb Sant Sebastià.
El 23 d'agost de 2016, l'Acadèmia del Cinema Europeu va publicar la llista de selecció de 50 pel·lícules, per a les quals els vint països amb més membres de l'acadèmia podien votar directament una pel·lícula cadascun, mentre que la resta eren decidides pel comitè de selecció de l'EFA. La llista de nominats al premi es va donar a conèixer el 6 de novembre de 2016 al Festival de Cinema Europeu de Sevilla. Els curtmetratges van entrar a la categoria de millor curtmetratge europeu en l'ordre cronològic de cada festival de cinema nominat.
El 2016, l'Acadèmia de Cinema Europea va fer diversos canvis. Per tal de centrar l'atenció en una professió cinematogràfica important, el ventall de premis es va ampliar a set amb una categoria, és a dir, el millor artista europeu de perruqueria i maquillatge, en què un jurat especial de set membres decideix a quins creadors tècnics i artístics de la pel·lícula se'ls reconeix el Premi de Cinema Europeu d'una selecció realitzada. La composició professional del jurat de set membres el 2016 va ser la següent: un director de fotografia, un muntador de cinema, un dissenyador visual, un dissenyador de vestuari, un perruquer i maquillador, un compositor i un dissenyador de so.
Com a conseqüència de l'ampliació, el nombre de premis de cinema europeu es va incrementar fins a 22, dins dels quals el nombre de premis votats directament pels membres acadèmics serà de deu, i els atorgats pel jurat especial serà de set, que es complementaran amb els dos premis del públic i tres reconeixements addicionals atorgats per la junta directiva.
Per tal de donar més temps als membres de l'acadèmia per votar, aquest any s'ha canviat la data límit per a la nominació de pel·lícules per a la selecció preliminar, del 15 de juny al 31 de maig. Paral·lelament, s'ha avançat un mes la data de la "primera projecció oficial" de les pel·lícules: a partir del 2016, en comptes de l'1 de juliol anterior, l'1 de juny serà la data d'inici de la presentació pública de les pel·lícules que poden ser nominades per als premis de l'any següent.
La pel·lícula més nominada va ser Toni Erdmann amb cinc nominacions (millor pel·lícula, director, actriu, actor i guió), seguida de I, Daniel Blake amb quatre i Julieta de Pedro Almodóvar amb tres. La gran guanyadora va ser Toni Erdmann, que va guanyar els cinc premis de les categories a les que estava nominada. L'actor espanyol Javier Cámara havia estat nominat al premi al millor actor per Truman, però no va obtenir el premi.
Pel que fa als premis honoraris, l'actor irlandès Pierce Brosnan va rebre el premi al mèrit europeu, mentre que l'actor i guionista francès Jean-Claude Carrière va rebre el premi a la trajectòria, i el director polonès Andrzej Wajda va rebre a títol pòstum el Premi d'Honor del President i la Junta de l'EFA. A la gala Alekhina, membre de Pussy Riot, va tenir un record pel director ucraïnès Oleh Sentsov, empresonat a Rússia per dissidència política.

## Pel·lícules seleccionades
1. 24 Wochen dirigida per Anne Zohra Berrached
2. Abluka - dirigida per Emin Alper
3. Ausma - dirigida per Laila Pakalniņa
4. Els exàmens - director: Cristian Mungiu
5. Cartas da Guerra - director: Ivo Ferreira
6. Chevalier (ταινία) - dirigida per Athina Rachel Tsangari
7. Córki dancingu - director: Agnieszka Smoczyńska
8. D'Ardennen - dirigida per Robin Pront
9. El cas Fritz Bauer - director: Lars Kraume
10. Einer von uns - director: Stephan Richter
11. El olivo - director: Icíar Bollaín
12. Elle dirigida per Paul Verhoeven
13. Un home anomenat Ove - director: Hannes Holm
14. Florence Foster Jenkins - dirigida per Stephen Frears
15. Hymyilevä mies dirigida per Juho Kuosmanen
16. I, Daniel Blake dirigit per Ken Loach
17. Julieta - director: Pedro Almodóvar
18. Kollektivet - director: Thomas Vinterberg
19. Köpek - director: Esen Işık
20. Krigen - director: Tobias Lindholm
21. L'avenir - director: Mia Hansen-Løve
22. La Fille inconnue - dirigida pels Jean-Pierre i Luc Dardenne
23. La pazza gioia - director: Paolo Virzì
24. Þrestir - director: Rúnar Rúnarsson
25. Mammal - dirigida per Rebecca Daly
26. Me'Ever Laharim Velagvaot (מעבר להרים ולגבעות) dirigit per Eran Kolirin
27. Mimoses - dirigida per Óliver Laxe
28. Utxenik (Учени́к) - director: Kirill Serebrennikov
29. Já, Olga Hepnarová - dirigida per Petr Kazda i Tomás Weinreb
30. Non essere cattivo - director: Claudio Caligari
31. Obce niebo - director: Dariusz Gajewski
32. Perfetti sconosciuti - director: Paolo Genovese
33. Pisnia pisenʹ (Пісня пісень) - director: Eva Neymann
34. Pyromanen - dirigida per Erik Skjoldbjærg
35. Quand on a 17 ans - director: André Téchiné
36. Rauf - dirigida per Bariş Kaya i Soner Caner
37. L'habitació - dirigida per Lenny Abrahamson  )
38. S one strane - director: Zrinko Ogresta
39. Sieranevada - director: Cristi Puiu
40. Smrt u Sarajevo - director: Danis Tanović
41. Sufragistes dirigida per Sarah Gavron
42. Suntan - director: Argyris Papadimitropoulos
43. The Paradise Suit - director: Joost van Ginkel
44. Tikkun dirigit per Avishai Sivan
45. Tiszta szívvel - director: Attila Till
46. Toni Erdmann - dirigida per Maren Ade
47. Truman - dirigit per Cesc Gay
48. Land of mine: Sota la sorra - director: Martin Zandvliet
49. Zjednoczone stany miłości - director: Tomasz Wasilewski
50. Ztraceni v Mnichově - director: Petr Zelenka

## Premis atorgats pels membres de l'acadèmia
Els guanyadors estan en fons groc i en negreta.

### Millor pel·lícula europea
| Títol           | Director(s)      | Productor(s)                                               | Productora | País                         |
| --------------- | ---------------- | ---------------------------------------------------------- | --- | ---------------------------- |
| Toni Erdmann    | Maren Ade        | Maren Ade, Jonas Dornbach, Janine Jackowski, Michael Merkt | Komplizen Film, Coop99, KNM, Missing Link Films, SWR, WDR, Arte, MonkeyBoy | Alemanya · Àustria           |
| Elle            | Paul Verhoeven   | Saïd Ben Saïd, Michel Merkt                                | SBS Productions, Pallas Film, France 2 Cinéma, Entre Chien et Loup, Canal+, France Télévisions, Orange Cinéma Séries, Casa Kafka Pictures, Proximus, Centre National de la Cinématographie, Filmförderungsanstalt | França · Alemanya · Bèlgica  |
| I, Daniel Blake | Ken Loach        | Rebecca O'Brien                                            | Sixteen Films, Why Not Productions, Wild Bunch, Entertainment One, Les Films du Fleuve, Canal+, Ciné+, BE TV, British Film Institute, BBC, France 2, France Télévisions, Le Pacte, VOO                            | Regne Unit · França          |
| Julieta         | Pedro Almodóvar  | Agustín Almodóvar, Pedro Almodóvar, Esther García          | El Deseo, Canal+ France, Ciné +, Televisión Española | Espanya                      |
| L'habitació     | Lenny Abrahamson | Ed Guiney, David Gross                                     | Telefilm Canada, Filmnation Entertainment, Irish Film Board, Element Pictures, No Trace Camping, Film4 | República d'Irlanda · Canadà |

### Millor comèdia europea
| Títol                | Director(s)    | Productor(s)                                          | Productora       | País             |
| -------------------- | -------------- | ----------------------------------------------------- | ---------------- | ---------------- |
| Un home anomenat Ove | Hannes Holm    | Annica Bellander, Nicklas Wikström Nicastro           | Tre Vänner       | Suècia           |
| Er ist wieder da     | David Wnendt   | Lars Dittrich, Christopher Müller                     | Mythos Film      | Alemanya         |
| La Vache             | Mohamed Hamidi | Nicolas Duval-Adassovsky, Laurent Zeitoun, Yann Zenou | Quad Productions | França · Algèria |

### Millor director europeu
| Receptor(s)     | Títol           |
| --------------- | --------------- |
| Maren Ade       | Toni Erdmann    |
| Pedro Almodóvar | Julieta         |
| Ken Loach       | I, Daniel Blake |
| Cristian Mungiu | Els exàmens     |
| Paul Verhoeven  | Elle            |

### Millor actriu europea
| Receptor(s)            | Títol          | Paper                        |
| ---------------------- | -------------- | ---------------------------- |
| Sandra Hüller          | Toni Erdmann   | Ines Conradi                 |
| Valeria Bruni Tedeschi | La pazza gioia | Beatrice Morandini Valdirana |
| Trine Dyrholm          | Kollektivet    | Anna                         |
| Isabelle Huppert       | Elle           | Michèle Leblanc              |
| Emma Suárez            | Julieta        | Julieta                      |
| Adriana Ugarte         | Julieta        | jove Julieta                 |

### Millor actor europeu
| Receptor(s)       | Títol                   | Paper                           |
| ----------------- | ----------------------- | ------------------------------- |
| Peter Simonischek | Toni Erdmann            | Winfried Conradi / Toni Erdmann |
| Javier Cámara     | Truman                  | Tomás                           |
| Hugh Grant        | Florence Foster Jenkins | St. Clair Bayfield              |
| Dave Johns        | I, Daniel Blake         | Daniel Blake                    |
| Burghart Klaußner | El cas Fritz Bauer      | Fritz Bauer                     |
| Rolf Lassgård     | Un home anomenat Ove    | Ove                             |

### Millor guió europeu
| Receptor(s)       | Títol                     |
| ----------------- | ------------------------- |
| Maren Ade         | Toni Erdmann              |
| Paul Laverty      | I, Daniel Blake           |
| Emma Donoghue     | L'habitació               |
| Cristian Mungiu   | Els exàmens               |
| Tomasz Wasilewski | Zjednoczone Stany Miłości |

## Premis tècnics
Un jurat especial de set membres es va reunir a Berlín i, a partir de la llista de selecció. Els membres del jurat van ser:
- Benoît Barouh, dissenyador de producció, França
- Paco Delgado, dissenyador de vestuari, Espanya
- Martin Gschlacht, director de fotografia, Àustria
- Dean Humphreys, dissenyador de so, Regne Unit
- Era Lapid, editor, Israel
- Waldemar Pokromski, maquillador, Polònia
- Giuliano Taviani, compositor, Itàlia.

### Millor fotografia - Premi Carlo di Palma
| Receptor(s)           | Títol                       |
| --------------------- | --------------------------- |
| Camilla Hjelm Knudsen | Land of mine: Sota la sorra |

### Millor muntatge
| Receptor(s)     | Títol                       |
| --------------- | --------------------------- |
| Stefanie Bieker | Land of mine: Sota la sorra |

### Millor direcció artística
| Receptor(s)      | Títol       |
| ---------------- | ----------- |
| Alice Normington | Sufragistes |

### Millor dissenyador de vestuari
| Receptor(s)     | Títol                       |
| --------------- | --------------------------- |
| Stefanie Bieker | Land of mine: Sota la sorra |

### Millor compositor
| Receptor(s)   | Títol   |
| ------------- | ------- |
| Ilya Demutsky | Utxenik |

### Millor disseny de so
| Receptor(s)     | Títol    |
| --------------- | -------- |
| Radosław Ochnio | 11 minut |

### Millor maquillatge i perruqueria
| Receptor(s)     | Títol                       |
| --------------- | --------------------------- |
| Barbara Kreuzer | Land of mine: Sota la sorra |

## Premis dels Crítics

### Premi al descobriment europeu-Prix Fipresci
| Títol          | Director(s)        | Productor(s)                          | Productora | País                                |
| -------------- | ------------------ | ------------------------------------- | --- | ----------------------------------- |
| Hymyilevä mies | Juho Kuosmanen     | Juho Kuosmanen                        | Aamu Filmcompany, ONE TWO Films, Tre Vänner Produktion AB, Elokuvayhtiö Oy Aamu, Film Väst, Tre Vänner Produktion AB | Finlàndia · Alemanya · Suècia       |
| Câini          | Bogdan Mirică      | Marcela Ursu                          | 42 km Film, EZ Films                                                                                                 | Romania · Bulgària · França · Qatar |
| Liebmann       | Jules Herrmann     | Jules Herrmann                        | Ester.Reglin.Film Produktionsgesellschaft                                                                            | Alemanya                            |
| Sufat Chol     | Elite Zexer        | Haim Mecklberg, Estee Yacov-Mecklberg | 2-Team Productions, Rotor Film Babelsberg                                                                            | Israel                              |
| Jajda          | Svetla Tsotsorkova | Svetla Tsotsorkova, Nadejda Koseva    | Front Film | Bulgària                            |

## Millor pel·lícula europea d'animació
Els nominats es van anunciar el 25 d'octubre de 2016. Dues pel·lícules nominades a la millor pel·lícula d'animació es van estrenar al Festival de Canes. Una pel·lícula (La vida d'en Carbassó) ha estat presentada a l'Oscar a la millor pel·lícula de parla no anglesa als 89ns Premis de l'Acadèmia. La vida d'en Carbassó també a la selecció oficial per al Premi LUX del Parlament Europeu.
| Títol                            | Director(s)                   | Animador(s)          | Productor(s)                                 | Productores                                                                                    | País             | Idioma   |
| -------------------------------- | ----------------------------- | -------------------- | -------------------------------------------- | ---------------------------------------------------------------------------------------------- | ---------------- | -------- |
| La vida d'en Carbassó            | Claude Barras                 | Kim Keukeleire       | Armelle Glorennec, Éric Jacquot, Marc Bonny  | Gebeka Films, Rita Productions, Blue Spirit Animation, KNM                                     | Suïssa · França  | Francès  |
| Psiconautas, los niños olvidados | Alberto Vázquez, Pedro Rivero | Krhis Cembe          | Farruco Castroman, Carlos Juarez, Luis Tosar | Basque Films                                                                                   | Espanya          | Castellà |
| La Tortue rouge                  | Michaël Dudok de Wit          | Michaël Dudok de Wit | Vincent Maraval                              | Why Not Productions, Wild Bunch, Studio Ghibli, CN4 Productions, Arte France Cinéma, Belvision | França · Bèlgica | Cap      |

## Premis de l'Audiència

### Premi del Públic
Els nominats es van anunciar l'1 de setembre de 2016.
| Títol                     | Títol                | País de producció                                                  |
| ------------------------- | -------------------- | ------------------------------------------------------------------ |
| Body/Ciało                | Małgorzata Szumowska | Polònia                                                            |
| Un home anomenat Ove      | Hannes Holm          | Suècia · Noruega                                                   |
| Krigen                    | Tobias Lindholm      | Dinamarca                                                          |
| Aferim!                   | Radu Jude            | Romania · Bulgària · República Txeca                               |
| Fuocoammare               | Gianfranco Rosi      | Itàlia · França                                                    |
| Julieta                   | Pedro Almodóvar      | Espanya                                                            |
| Mustang                   | Deniz Gamze Ergüven  | França · Alemanya · Turquia                                        |
| Spectre                   | Sam Mendes           | Regne Unit                                                         |
| Le Tout Nouveau Testament | Jaco Van Dormael     | Bèlgica · França · Luxemburg                                       |
| The Danish Girl           | Tom Hooper           | Regne Unit                                                         |
| Zvizdan                   | Dalibor Matanić      | ,                                                                  |
| Llagosta                  | Yorgos Lanthimos     | Regne Unit · República d'Irlanda · Grècia · França · Països Baixos |

### Millor pel·lícula infantil i familiar
Els guanyadors es van anunciar el 10 de maig de 2016.
| Títol           | Director(s)               | Productor(s)                                                                                  | Productora                            | País               | Idioma     |
| --------------- | ------------------------- | --------------------------------------------------------------------------------------------- | ------------------------------------- | ------------------ | ---------- |
| Jamais contente | Emilie Deleuze            | Tatiana Bouchain                                                                              | Ad Vitam Production, Agat Films & Cie | França             | Francès    |
| Pojkarna        | Alexandra-Therese Keining | Ellinor Lingvall                                                                              | Götafilm                              | Suècia · Finlàndia | Suec       |
| Rauf            | Soner Caner, Baris Kaya   | Ali Ozgur Ates, Soner Caner, Baris Kaya, Kazim Ugur Kizilaslan, Selman Kizilaslan, Burak Ozan | Peri Istanbul, Aslan Film             | Turquia            | Turc, Kurd |

### Premi Universitari
L'anunci de les cinc nominacions als Premis de Cinema Universitari Europeu va tenir lloc durant el Filmfest Hamburg el 5 d'octubre de 2016. Les pel·lícules van ser seleccionades per: Feo Aladag (director/Alemanya), Dagmar Brunow (acadèmic, Universitat Linnaeus/Suècia), Luis Martínez López (periodista, EL MUNDO/Espanya), Myroslav Slaboshpytskiy (director/Ucraïna) i Patrick Sobelman (productor/França). Es van projectar i discutir cinc pel·lícules nominades a les classes respectives i cada universitat va votar la seva pel·lícula preferida.
Van participar les següents 13 universitats de 13 països europeus:
- República Txeca: Universitat Carles/Praga
- França: Université Sorbonne Nouvelle Paris 3
- Alemanya: Universitat de Rostock
- Grècia: Universitat de l'Egeu/Mytilini (Lesbos)
- Hongria: Universitat Catòlica Péter Pázmány/Budapest
- Irlanda: University College Cork
- Itàlia: Universitat d'Udine
- Països Baixos: Universitat d'Utrecht
- Polònia: Universitat de Lodz
- Portugal: Universitat de Lisboa
- Suècia: Linnaeus University/Växjö
- Turquia: Universitat Kadir Has/Istanbul
- Regne Unit: Universitat John Moores/Liverpool

| Títol           | Director(s)     | Productor(s)                                               | Productora | País                          | Idioma                   |
| --------------- | --------------- | ---------------------------------------------------------- | --- | ----------------------------- | ------------------------ |
| I, Daniel Blake | Ken Loach       | Rebecca O'Brien                                            | Sixteen Films, Why Not Productions, Wild Bunch, Entertainment One, Les Films du Fleuve, Canal+, Ciné+, BE TV, British Film Institute, BBC, France 2, France Télévisions, Le Pacte, VOO | Regne Unit · França           | Anglès                   |
| Els exàmens     | Cristian Mungiu | Cristian Mungiu                                            | Les Films du Fleuve, Mobra Films, Romanian Film Board, Why Not Productions | Romania · França · Bèlgica    | Romanès                  |
| Hymyilevä mies  | Juho Kuosmanen  | Juho Kuosmanen                                             | Aamu Filmcompany, ONE TWO Films, Tre Vänner Produktion AB, Elokuvayhtiö Oy Aamu, Film Väst, Tre Vänner Produktion AB                                                                   | Finlàndia · Alemanya · Suècia | Finès, anglès            |
| Fuocoammare     | Gianfranco Rosi | Gianfranco Rosi, Paolo Del Brocco, Donatella Palermo       | Stemal Entertainment, 21 Unofilm, Cinecittà Luce, Rai Cinema, Les Films d'Ici, Arte France Cinéma, Ministero per i Beni e le Attività Culturali                                        | Itàlia · França               | Italià                   |
| Toni Erdmann    | Maren Ade       | Maren Ade, Jonas Dornbach, Janine Jackowski, Michael Merkt | Komplizen Film, Coop99, KNM, Missing Link Films, SWR, WDR, Arte, MonkeyBoy | Alemanya · Àustria            | Alemany, anglès, romanès |

## Millor documental - Prix arte
| Títol                       | Director(s)       | Productor(s)                                                                       | Productora | País                                                                  | Idioma             |
| --------------------------- | ----------------- | ---------------------------------------------------------------------------------- | --- | --------------------------------------------------------------------- | ------------------ |
| Fuocoammare                 | Gianfranco Rosi   | Gianfranco Rosi, Paolo Del Brocco, Donatella Palermo                               | Stemal Entertainment, 21 Unofilm, Cinecittà Luce, Rai Cinema, Les Films d'Ici, Arte France Cinéma, Ministero per i Beni e le Attività Culturali | Itàlia · França                                                       | Italià             |
| 21 x Nowy Jork              | Piotr Stasik      | Agnieszka Wasiak                                                                   | Lava Films | Polònia                                                               | Anglès, xinès      |
| A Family Affair             | Tom Fassaert      | Wout Conijn                                                                        | Conijn Film | Països Baixos · Bèlgica · Dinamarca · Sud-àfrica                      | Neerlandès, anglès |
| Mr. Gaga                    | Tomer Heymann     | Barak Heymann, Diana Holtzberg                                                     | Heymann Brothers Films, ZDF, ARTE, AVROTROS, SVT                                                                                                | Israel · Suècia · Alemanya · Països Baixos                            | Hebreu, angl'es    |
| S Is for Stanley            | Alex Infascelli   | Inti Carboni, Federica Paniccia, Alex Infascelli, Lorenzo Foschi, Davide Lucchetti | Kinethica, Lock & Valentine | Itàlia                                                                | Anglès, italià     |
| The Land of the Enlightened | Pieter-Jan De Pue | Bart van Langendonck                                                               | Savage Film, Fastnet Films, Gebrueder Beetz Filmproduktion, Submarine, ZDF, Arte, Canvas, IKON, Eyeworks, Prime, Sciapode                       | Bèlgica · República d'Irlanda · Països Baixos · Alemanya · Afganistan | Farsi, anglès      |

## Millor curtmetratge
Els nominats foren seleccionats per un jurat independent en diversos festivals de cinema d'arreu d'Europa.
| Títol                                | Director(s)                                   | País                                           | Festival                     |
| ------------------------------------ | --------------------------------------------- | ---------------------------------------------- | ---------------------------- |
| 9 Days: From My Window in Aleppo     | Floor van der Meulen Issa Touma Thomas Vroege | Països Baixos                                  | Festival de Bristol          |
| 90 Grad Nord                         | Detsky Graffam                                | Alemanya                                       | Festival de Cork             |
| A Man Returned                       | Mahdi Fleifel                                 | Regne Unit / Líban / Dinamarca / Països Baixos | Berlinale                    |
| Amalimbo                             | Juan Pablo Libossart                          | Suècia / Estònia                               | Festival de Venècia          |
| Edmond                               | Nina Gantz                                    | Regne Unit                                     | Festival d'Uppsala           |
| Home                                 | Daniel Mulloy                                 | Kosovo / Regne Unit                            | Festival de Vila do Conde    |
| Yo no soy de aquí                    | Maite Alberdi Giedrė Žickytė                  | Dinamarca / Xile / Lituània                    | Festival de Cracòvia         |
| In the Distance                      | Florian Grolig                                | Alemanya                                       | Festival de Clermont-Ferrand |
| Limbo                                | Konstantina Kotzamani                         | França / Grècia                                | Festival de Sarajevo         |
| Padashta Zvezda                      | Lyubo Yonchev                                 | Bulgària / Itàlia                              | Festival de Drama            |
| Small Talk                           | Even Hafnor Lisa Brooke Hansen                | Noruega                                        | Festival de Tampere          |
| L'immense retour                     | Manon Coubia                                  | Bèlgica / França                               | Festival de Locarno          |
| El adiós                             | Clara Roquet                                  | Espanya                                        | Seminci                      |
| Le mur                               | Samuel Lampaert                               | Bèlgica                                        | Festival de Gant             |
| Tout le monde aime le bord de la mer | Keina Espiñeira                               | Espanya                                        | Festival de Rotterdam        |

## Premi Eurimages
- Leontine Petit[16]

## Premis honoraris

### Premi del mèrit europeu al Cinema Mundial
- Pierce Brosnan

### Premi a la trajectòria
- Jean-Claude Carrière

### Premi d'Honor del President i la Junta de l'EFA
- Andrzej Wajda[17]

## Galeria

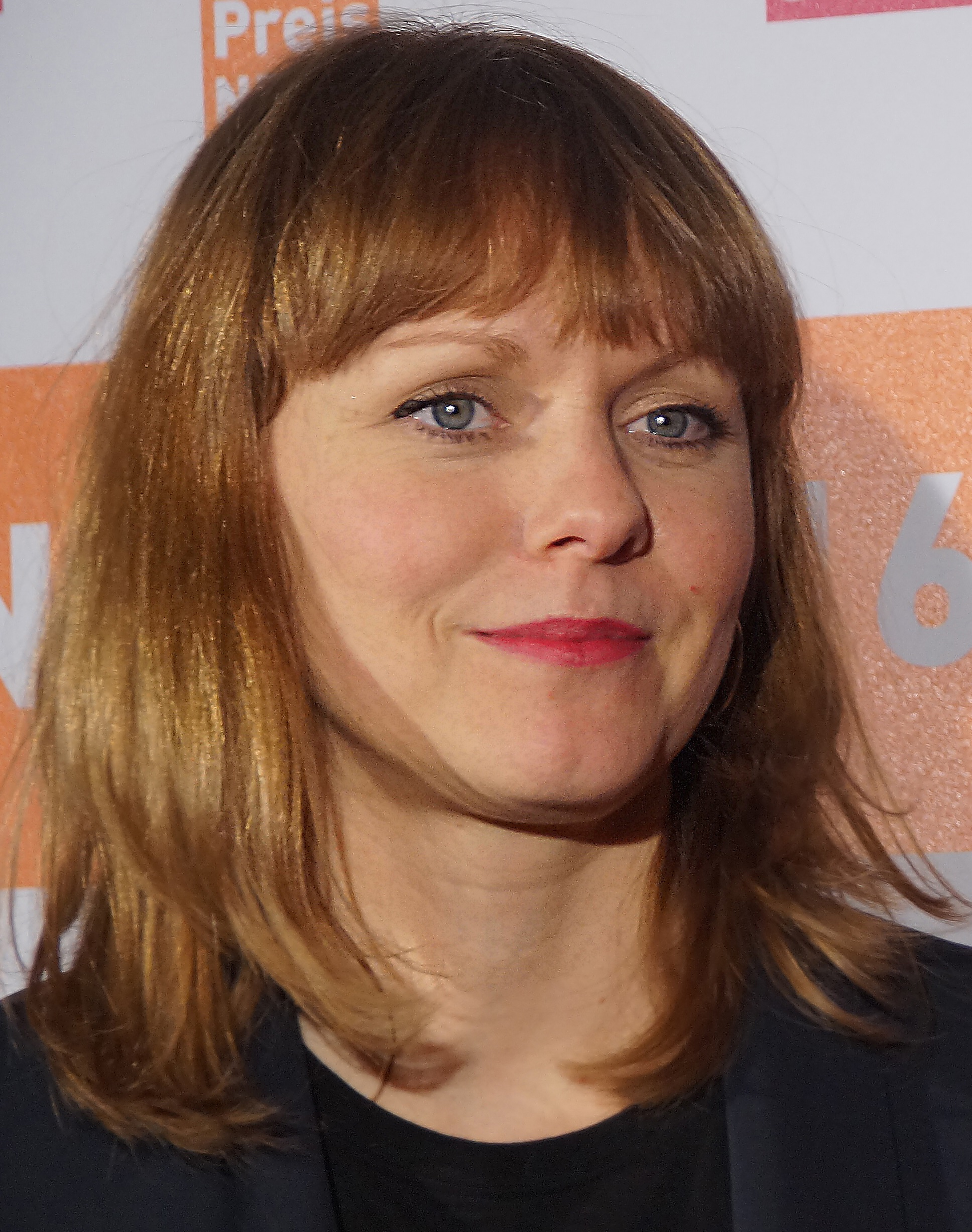
Maren Ade, millor pel·lícula, director i guionista
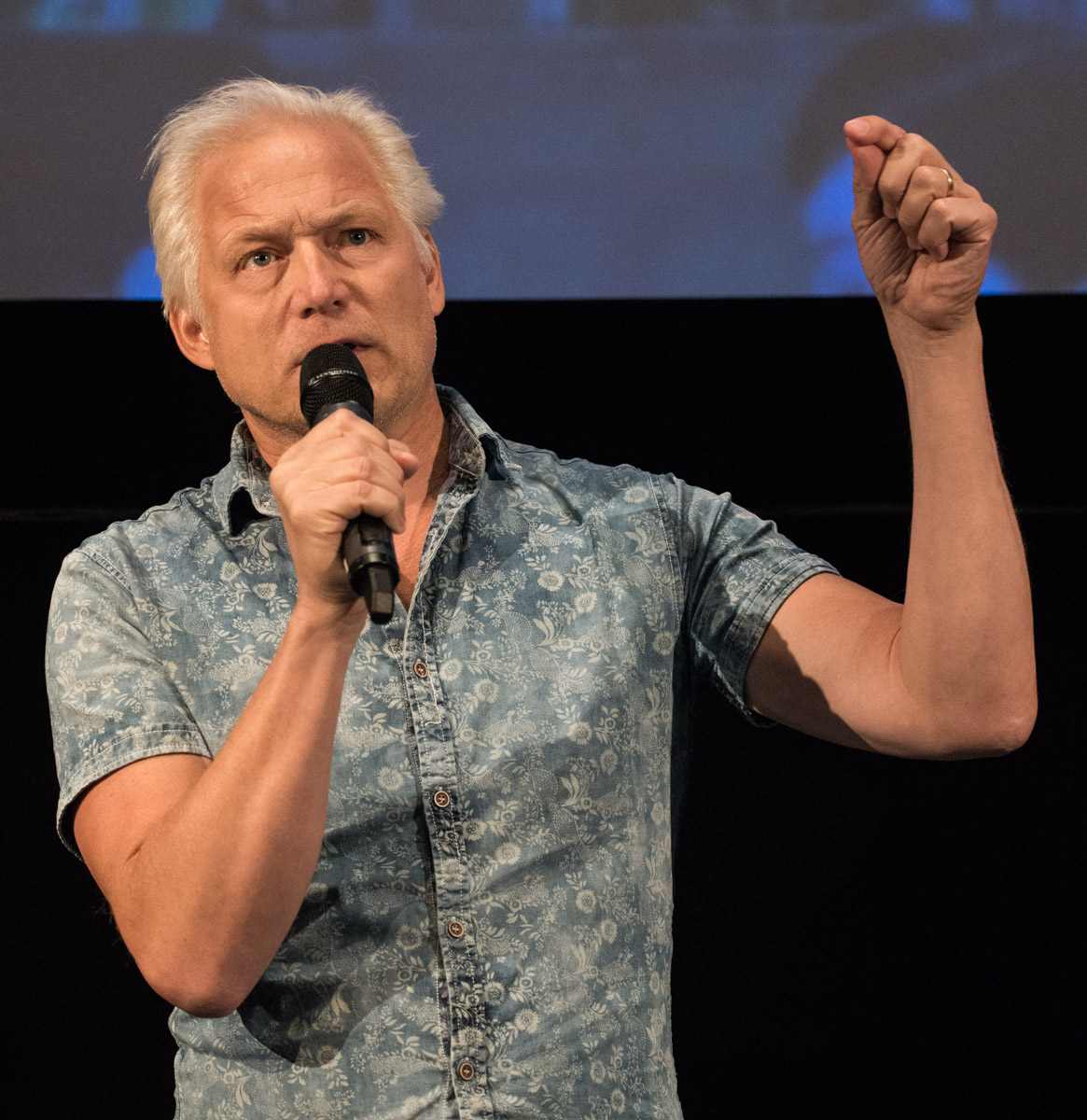
Hannes Holm, millor comèdia
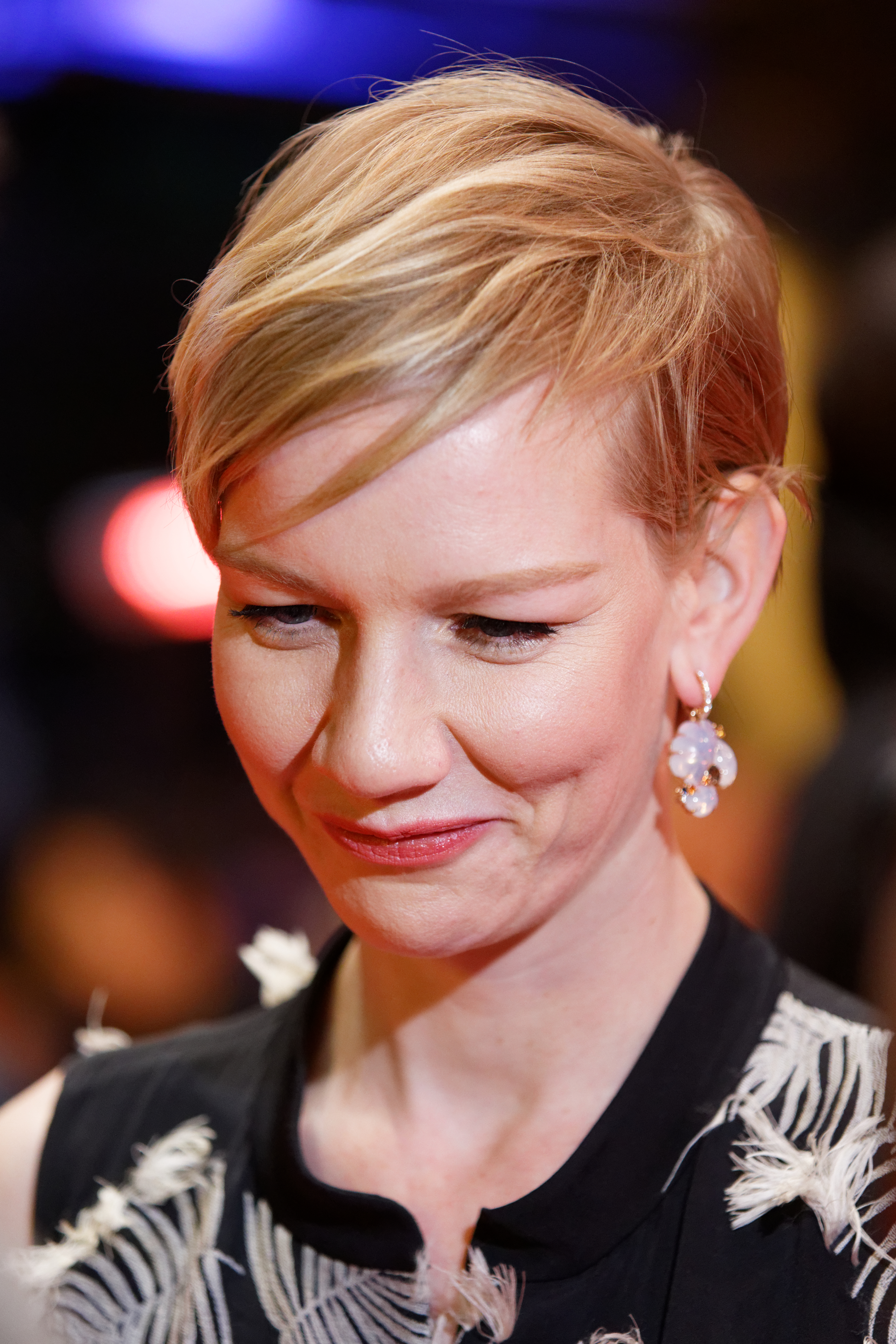
Sandra Hüller, millor acriu
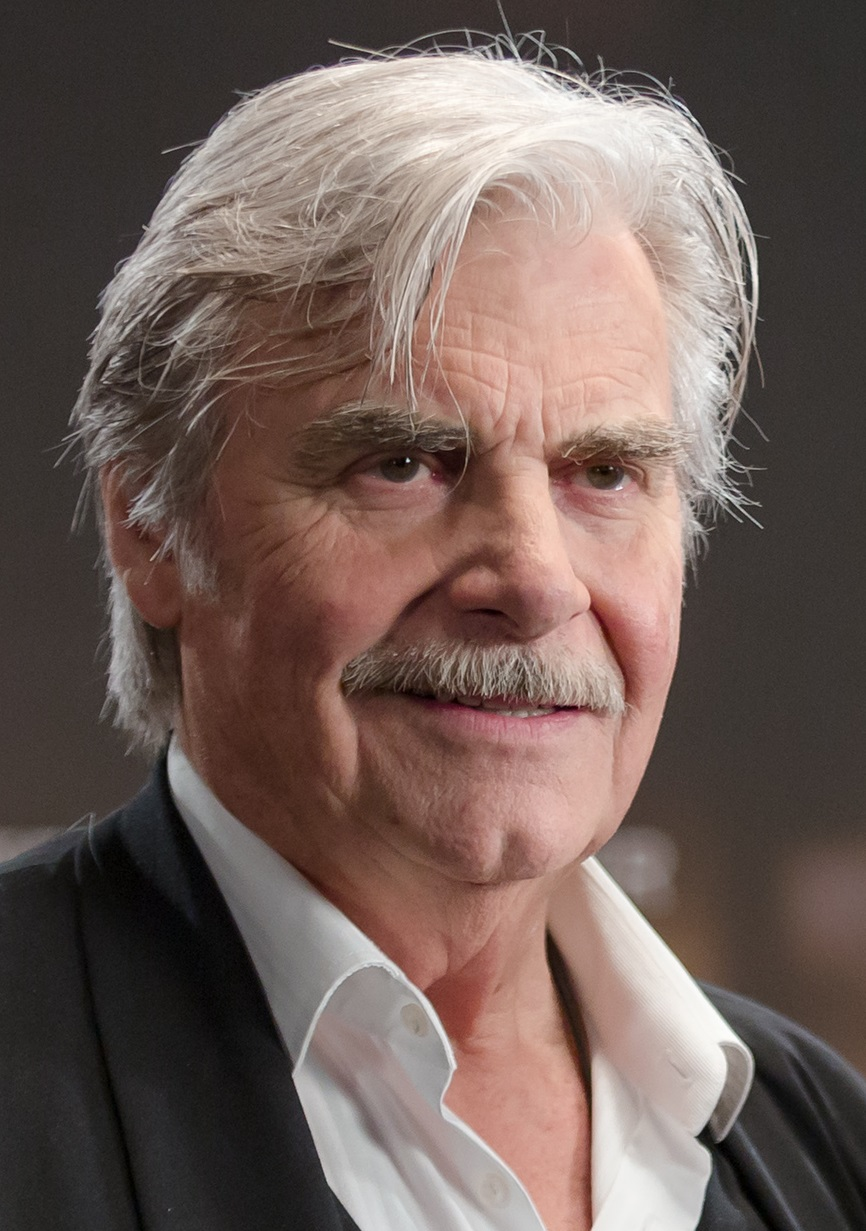
Peter Simonischek, millor actor
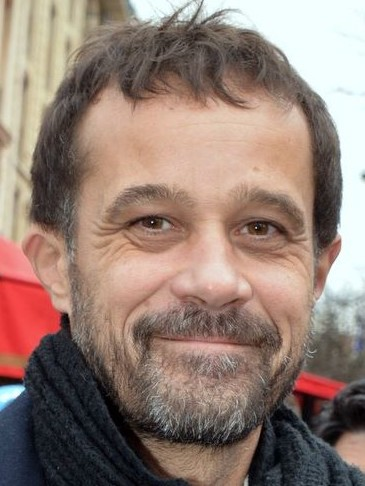
Claude Barras, millor pel·lícula d’animació
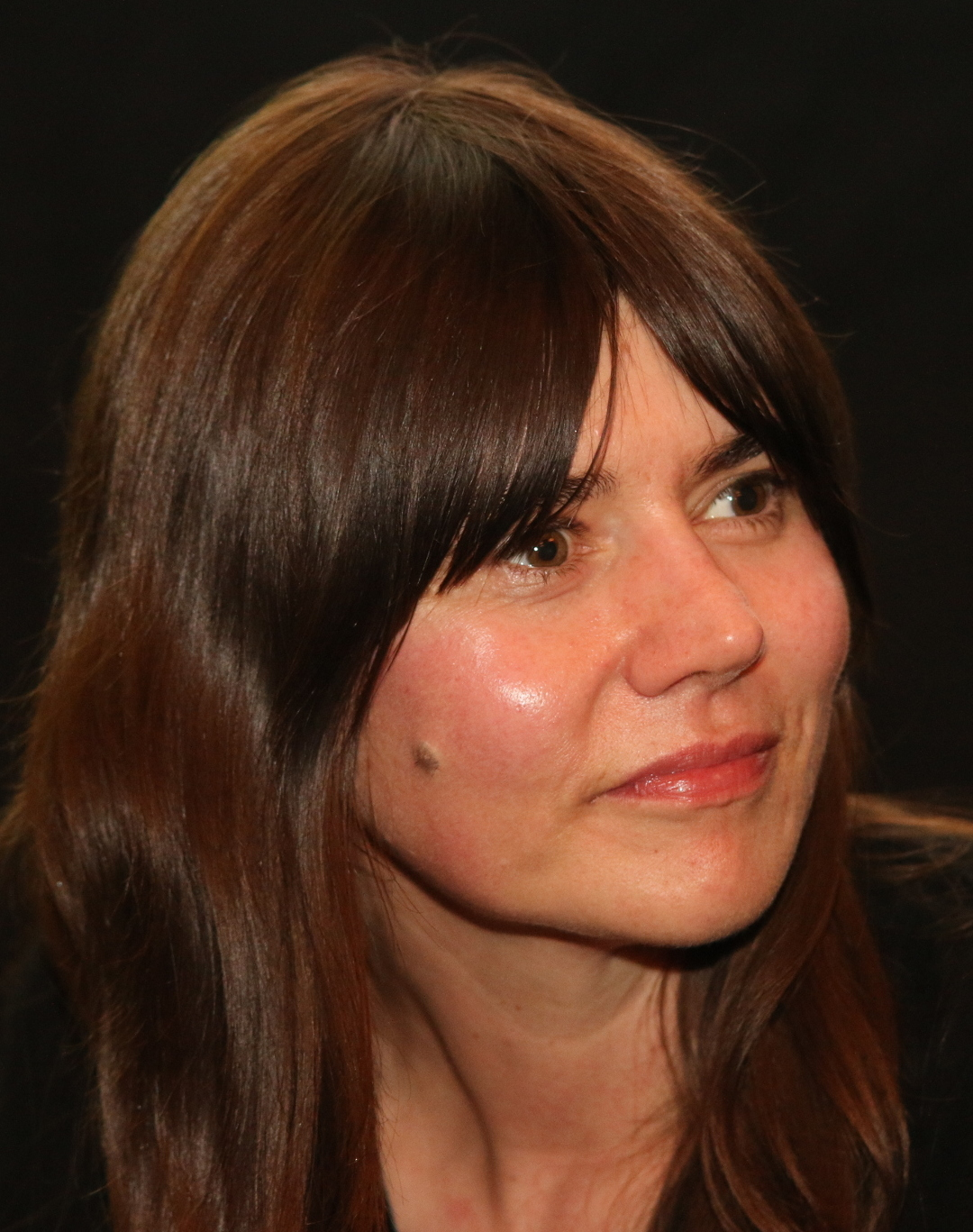
Małgorzata Szumowska, premi del públic
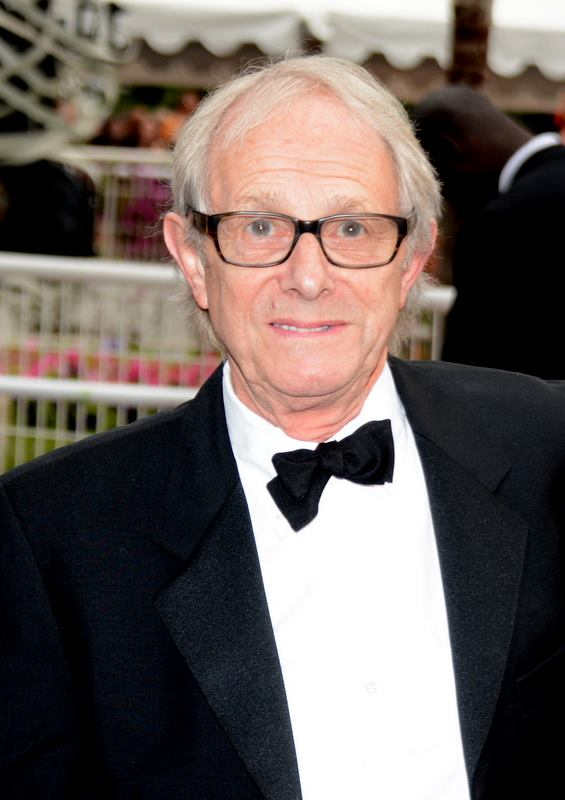
Ken Loach, premi universitari
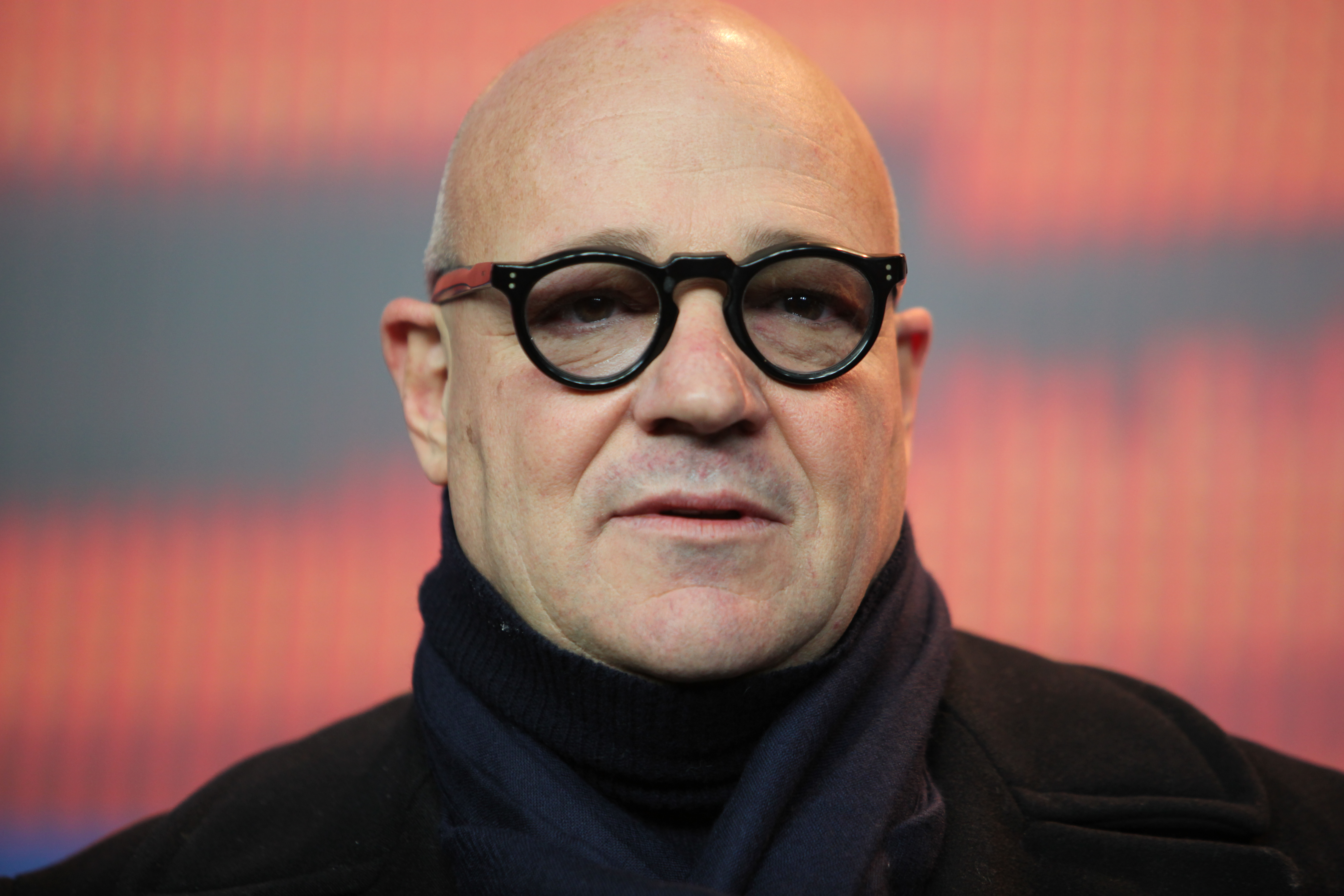
Gianfranco Rosi, millor documental
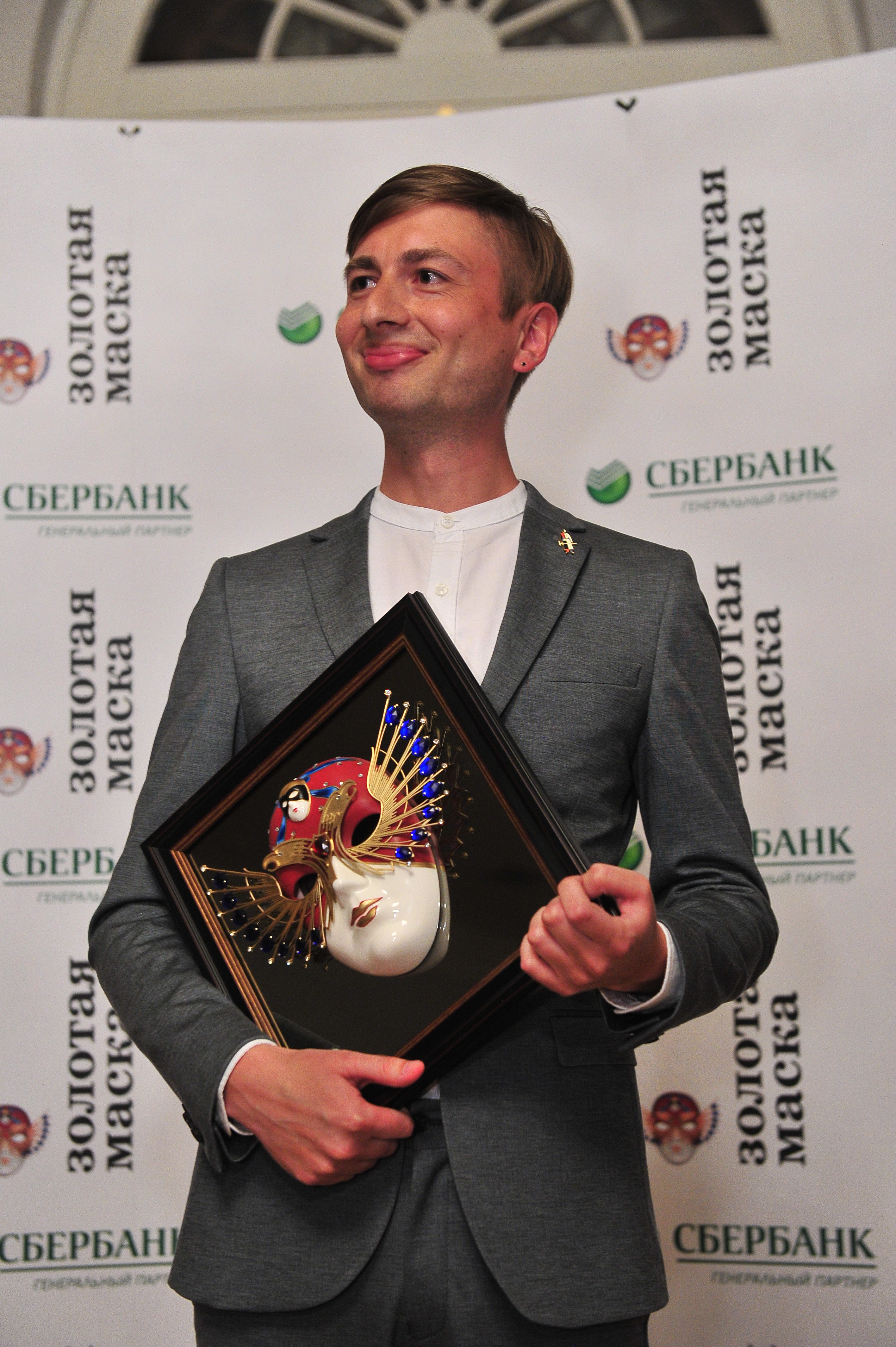
Ilia Demiutski, millor música
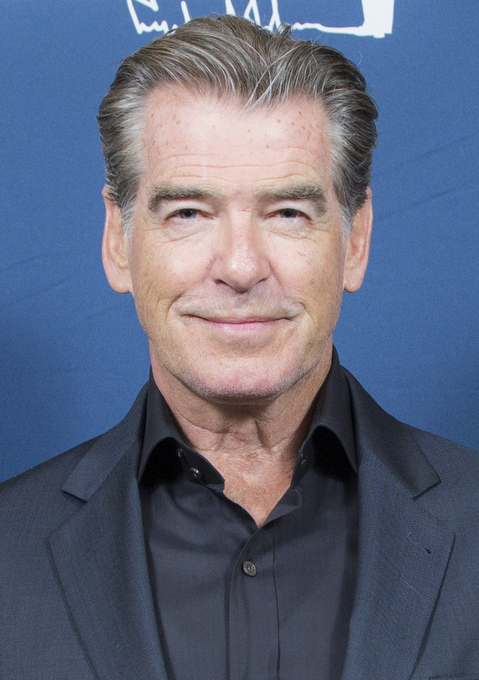
Pierce Brosnan, mèrit europeu
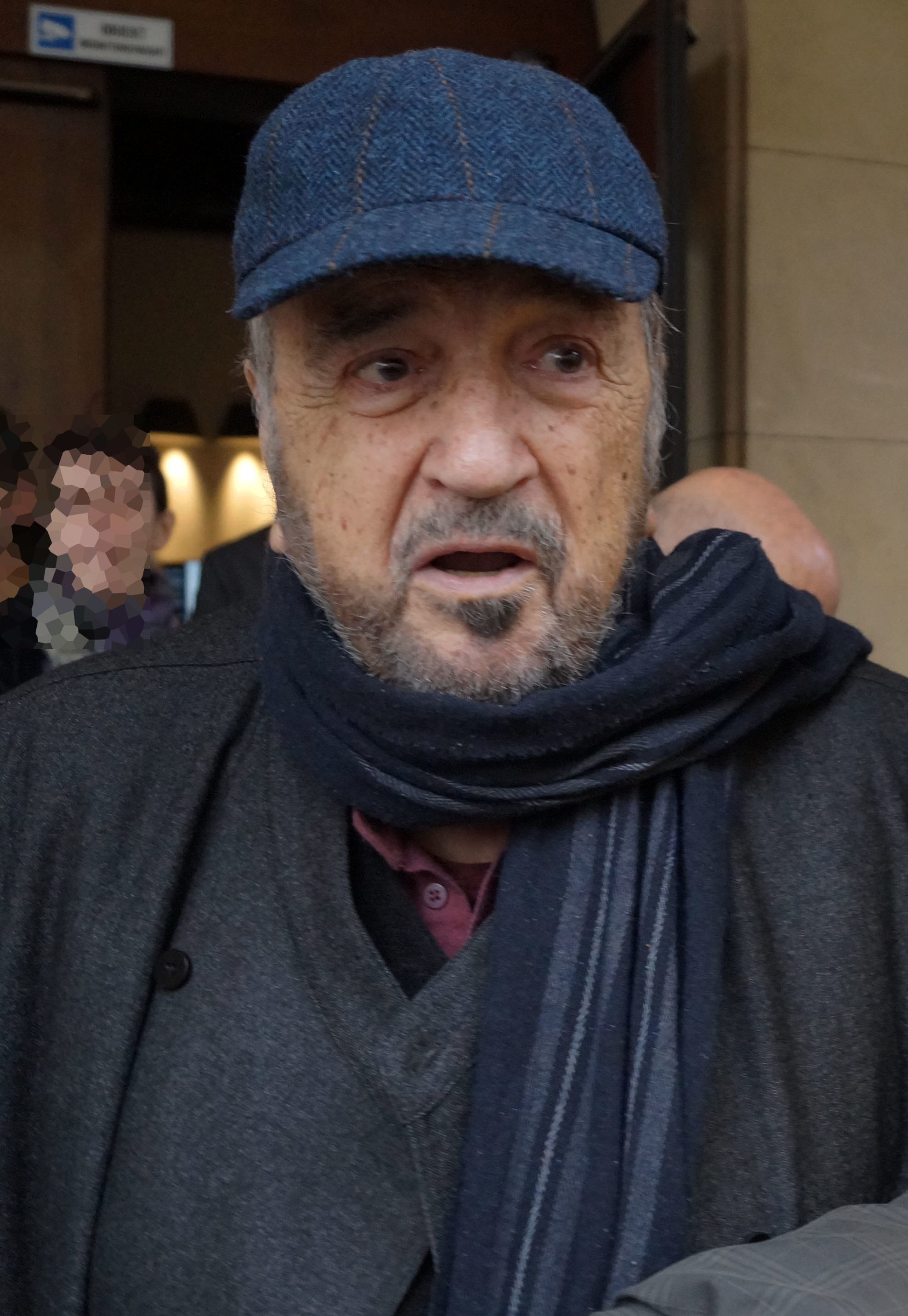
Jean-Claude Carrière, premi a la trajectòria
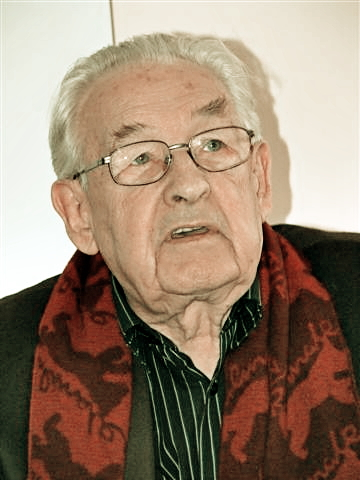
Andrzej Wajda, premi especial